# Rituelle Reinheit
Rituelle oder kultische Reinheit ist in vielen Religionen der Zustand einer Person, der es ihr erlaubt, die heiligen Stätten zu betreten und am Kult teilzunehmen. Rituelle Reinheitshandlungen kannte die Antike aber auch bei gesellschaftlichen Ereignissen wie bei einem Symposion.

## Religion und Moral
Religionsgeschichtlich lässt sich eine fortschreitende Verschiebung des Reinheitsbegriffs von der kultisch-rituellen zur moralisch-interpersonalen Ebene beobachten:
- im Judentum siehe Tevila, Tahara, Netilat Jadajim, Nidda (Judentum),
- in der griechischen Mythologie,
- im Hinduismus siehe u. a. die rituellen Waschungen in Varanasi am heiligen Fluss Ganges (Ganga) in Indien (siehe auch Kumbh Mela),
- im Yoga erhöhen unter anderem bestimmte Atemübungen zugleich die Sattva-Vitalität,
- im Katholizismus siehe Beichte, Purifikation (von Gegenständen),
- im Islam siehe Wudū', Ghusl, Tahāra, Schahid,
- im Shintō (dessen Reinigungsriten kollektiv als Shubatsu bezeichnet werden) das Misogi oder im Schrein-Shintō die Waschung am Chōzuya vor dem Betreten des Schrein-Hauptbereiches.

Im Mittelalter wurden Reinigungseide Verfahrenselement der Gerichtsbarkeit, um sich seiner Schuld zu entledigen oder seine Unschuld zu bezeugen.
Rituelle Unreinheit entsteht durch natürliche Vorgänge (zum Beispiel Menstruation, Gebären, Aussatz), durch Kontakt mit unreinen Dingen (Fäkalien, Kadaver, Leichen etc.) oder Personen (Ungläubige, Heiden, Kastenlose oder Unberührbare), durch ein sittliches Fehlverhalten (Sünde) oder auch durch Töten eines Feindes im Krieg. Zur Sühne  bzw. zur Wiedererlangung der Reinheit bestehen oft genau vorgeschriebene Traditionen und Rituale, etwa in Form eines Opfers, einer Pilgerfahrt oder einer Kasteiung. Die verlorene Reinheit kann auch durch Körperreinigung wie z. B. Fußwaschung oder durch Fasten wiederhergestellt werden.
Im moralischen Sinne versteht man unter Reinheit die Einhaltung von Tugend, insbesondere der Keuschheit, im religiösen Sinn kann es auch die Unberührtheit sein. Etwa im Hinduismus heißt rituelle Reinheit, dass keine Berührungen durch Personen einer niedrigeren Kaste erfolgen. Ihr Gegenteil ist die Unreinheit. Im erweiterten Sinn spricht man im Zen-Buddhismus von Reinheit, wenn jemand unbetroffen und frei von äußeren Einflüssen agiert. In dem Zustand des Wu Wei wird aus dem Augenblick heraus ohne Bewertung und gedankliche Analyse gehandelt. Dies ist eine der essenziellsten Praktiken vieler spiritueller Bewegungen. Dieser Zustand ist nicht in allen Traditionen von Geburt an gegeben, sondern muss vielfach durch eine Initiationshandlung erworben werden, zum Beispiel in der katholischen Kirche durch die Taufe, die Voraussetzung für die Kommunion ist. Der Islam kennt zwei Arten der rituellen Reinigung des Körpers: die ‚Kleine Waschung‘ vor dem Gebet (wuḍūʾ) und die ‚Große Waschung‘ (ghusl).